# Awassi

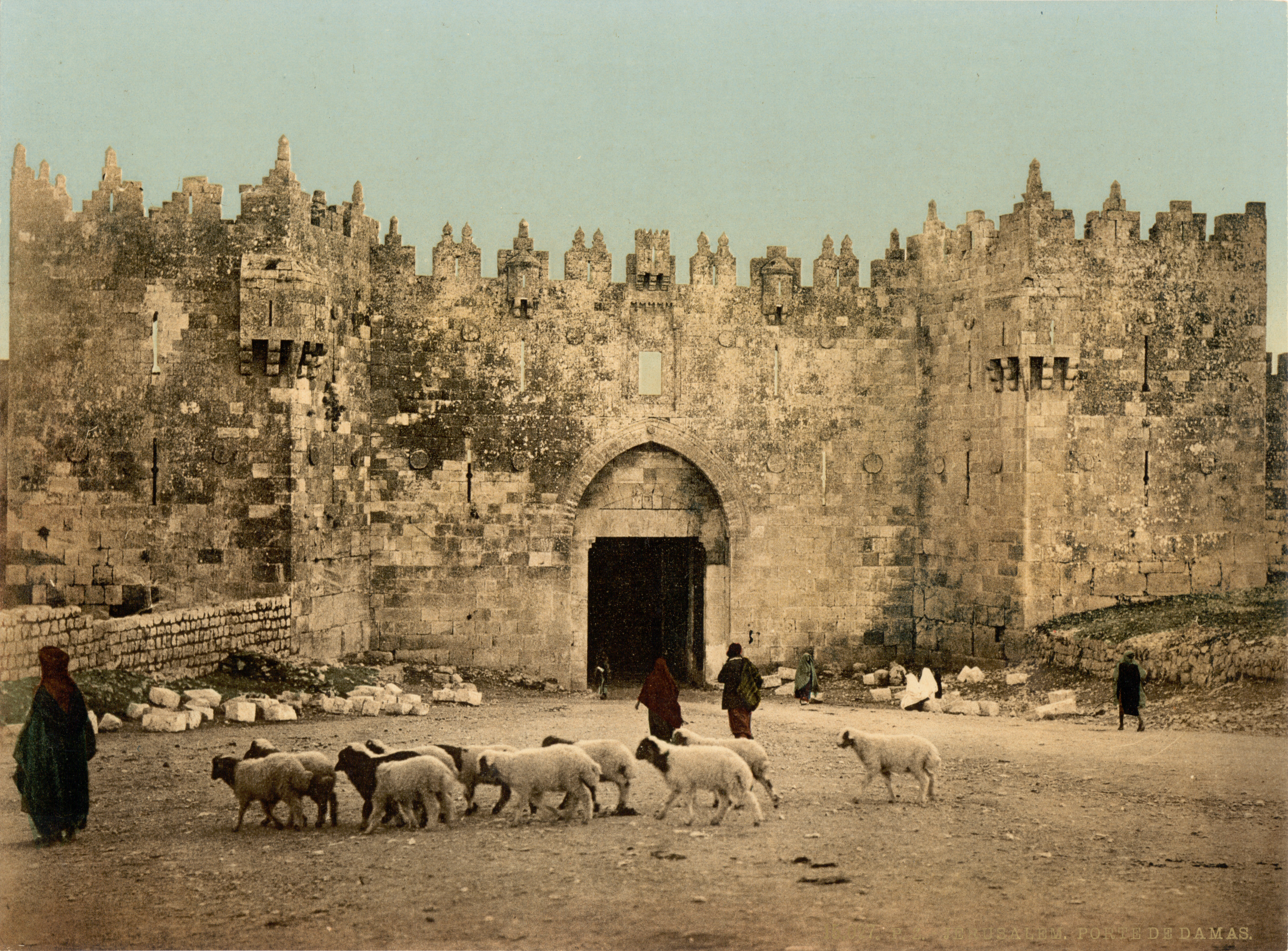
Pequeño grupo de corderos awassi, ante la "puerta de Damasco", en Jerusalén.

Awassi, es una raza ovina, se crían en Asia sudoccidental, se originó en el desierto de Siria.  

## Procedencia
Proviene de Siria y de Mesopotamia, la raza es conocida además como Baladi (local). Uno de los primeros países europeos donde se introdujo fue en España, pero no consiguió mucho éxito al aparecer su descendiente Assaf, mucho más capacitada.

## Características
Es una oveja rústica,de altura media y robusta, suele tener manchas de color marrón o rojo, distribuidas sin canon específico, las orejas son largas y anchas, y le caen por la cara a causa del peso (sirven para librarse del calor al exponer los capilares sanguíneos auriculares, al estilo de los elefantes). El rabo es muy gordo y grande, lleno de grasa, tan pesado que es necesario, en la mayoría de los casos, amputárselo a las hembras para que el macho pueda fecundarlas.
Aguanta muy bien el calor, lo que se comprueba conociendo su origen. Los machos tienen gran cornamenta en espiral, y las hembras pueden llegar a desarrollarla.
Es una de las ovejas más antiguas del mundo, por ello, y a pesar de no estar tan especializada como las más recientes, y ser muy rústica, se debe dar gran valor a su excelente capacidad lechera.
- gran productora de leche,
- origen de la raza Assaf en la medida de 5/8 de su información genética,
- y la oveja de la Biblia.
- su estado natural es estar tranquila